# CERGE-EI
Центр Економічних досліджень і післядипломної освіти (англ. The Center for Economic Research and Graduate Education (CERGE))) — академічна установа при Карловому університеті і Чеській академії наук, що пропонує програму докторантури у сфері теоретичної та прикладної економіки, де можна отримати ступінь доктора філософії (Ph.D), магістра (МА) та магістра прикладної економіки (MAE), що повністю акредитовані у Сполучених Штатах та Чехії.
CERGE-EI надає сучасну післядипломну підготовку у сфері економіки.

## Історія
Центр Економічних досліджень і післядипломної освіти був заснований у 1991 році Центром економічних  досліджень та післядипломної освіти Карлового Університету та Інститутом економіки Академії наук Чеської Республіки з метою навчання нового покоління економістів із країн Східної Європи. CERGE-EI  забезпечує післядипломну економічну освіту випускників університетів, але разом з тим проводить наукові дослідження в галузі економічної теорії та економічної політики.

## Навчальний процес
Ph.D програма передбачає два роки відвідування курсів, а потім два роки на дисертацію, хоча зазвичай на дисертацію витрачається більше часу. Мова викладання – англійська. CERGE-EI надає можливість студентам провести частину своїх досліджень по дисертації у партнерських установах у країнах Західної Європи та Північної Америки, а також брати участь у спільних дослідницьких проектах у інших країнах.